# Petra Behle
Petra Behle z d. Schaaf (ur. 5 stycznia 1969 w Offenbach am Main) – niemiecka biathlonistka, trzykrotna medalistka igrzysk olimpijskich i wielokrotna medalistka mistrzostw świata, dwukrotnie trzecia zawodniczka klasyfikacji generalnej Pucharu Świata.

## Kariera
Pierwsze medale w karierze osiągnęła w 1989 roku, kiedy podczas mistrzostw świata juniorów w Voss zdobyła złoty medal w sztafecie i srebrny w biegu drużynowym.
W Pucharze Świata zadebiutowała 25 lutego 1987 roku w Lahti, zajmując 25. miejsce w biegu indywidualnym. Tym samym już w debiucie zdobyła pierwsze punkty. Pierwszy raz na podium zawodów pucharowych stanęła 28 stycznia 1988 roku w Ruhpolding, kończąc rywalizację w biegu indywidualnym na drugiej pozycji. W zawodach tych rozdzieliła Iwę Karagiozową z Bułgarii i swą rodaczkę – Ingę Kesper. W kolejnych startach jeszcze 23 razy stawała na podium, odnosząc 11 zwycięstw: 7 lutego 1989 roku w Feistritz, 24 lutego 1991 roku w Lahti, 11 lutego 1993 roku w Borowcu i 14 grudnia 1994 roku w Bad Gastein zwyciężała w biegach indywidualnych, a 18 lutego 1988 roku w Chamonix, 19 grudnia 1992 roku w Pokljuce, 9 marca 1996 roku w Pokljuce, 30 listopada 1996 roku w Lillehammer, 11 stycznia 1997 roku w Ruhpolding, 15 marca 1997 roku w Nowosybirsku i 10 stycznia 1998 roku w Ruhpolding wygrywała sprinty. Najlepsze wyniki osiągnęła w sezonie 1991/1992, kiedy była trzecia w klasyfikacji generalnej, za Rosjanką Anfisą Riezcową i Anne Briand z Francji. Jednocześnie zajęła drugie miejsce w klasyfikacji sprintu, ulegając tylko Riezcowej. Ponadto w sezonie 1995/1996 ponownie była trzecia w klasyfikacji generalnej, tym razem za Francuzką Emmanuelle Claret i swą rodaczką – Uschi Disl. Trzecia była też w klasyfikacji sprintu.
Na mistrzostwach świata w Chamonix w 1988 roku została pierwszą niemiecką biathlonistką, która zdobyła tytuł mistrzyni świata w sprincie. W zawodach tych wyprzedziła Szwedkę Evę Korpelę i Anne Elvebakk z Norwegii. Na rozgrywanych rok później mistrzostwach świata w Feistritz dokonała tego samego w biegu indywidualnym. Pozostałe miejsca na podium zajęły Anne Elvebakk i Swietłana Dawydowa z ZSRR. Dwa dni później razem z koleżankami z reprezentacji RFN zdobyła brązowy medal w biegu drużynowym. W obu tych konkurencjiach medale zdobyła też podczas mistrzostw świata w Mińsku/Oslo/Kontiolahti w 1990 roku. Indywidualnie była trzecia, za Dawydową i jej rodaczką – Jeleną Gołowiną. Drużynowo tym razem była druga.
Po zjednoczeniu Niemiec była jedną z podstawowych zawodniczek nowej kadry. Już w 1991 roku po raz drugi w karierze wywalczyła złoto w biegu indywidualnym, wygrywając podczas mistrzostw świata w Lahti. O blisko 2 minuty wyprzedziła drugą na mecie Norweżkę Grete Ingeborg Nykkelmo i o blisko 2,5 minuty trzecią Iwę Karagiozową. Wynik ten powtórzyła na mistrzostwach świata w Borowcu w 1993 roku, tym razem wyprzedzając Kanadyjkę Myriam Bédard i Swietłanę Paramyginę z Białorusi. W międzyczasie wspólnie z Petrą Bauer, Uschi Disl i Ingą Kesper zdobyła złoty medal w biegu drużynowym na mistrzostwach świata w Nowosybirsku.
Kolejne dwa medale zdobyła podczas mistrzostw świata w Anterselvie w 1995 roku. Najpierw razem z Kathi Schwaab, Simone Greiner-Petter-Memm i Uschi Disl była druga w biegu drużynowym. Pięć dni później reprezentacja Niemiec w składzie: Uschi Disl, Antje Harvey, Simone Greiner-Petter-Memm i Petra Behle zwyciężyła w sztafecie. Złote medale w sztafecie Niemki z Behle w składzie zdobyły również na mistrzostwach świata w Ruhpolding w 1996 roku i mistrzostwach świata w Osrblie rok później. W 1996 roku Niemki zwyciężyły również w biegu drużynowym.
W 1992 roku wystąpiła na igrzyskach olimpijskich w Albertville, gdzie Niemki w sztafecie zajęły drugie miejsce. W biegu indywidualnym była trzynasta, a w sprincie szósta. Na rozgrywanych dwa lata później igrzyskach w Lillehammer Niemki ponownie były drugie w sztafecie, a Behle była ponadto piętnasta w biegu indywidualnym i piąta w sprincie. Brała także udział w igrzyskach olimpijskich w Nagano w 1998 roku, gdzie razem z Uschi Disl, Martiną Zellner i Katrin Apel zdobyła pierwszy w historii złoty medal olimpijski w tej konkurencji dla Niemiec. Zajęła ponadto 27. miejsce w biegu indywidualnym i 16. w sprincie.
Jej mężem w latach 1994–1999 był niemiecki biegacz narciarski Jochen Behle. W 2003 roku wzięła drugi ślub ze swoim wieloletnim partnerem. Obecnie mieszka w Biebertal. W latach 1998–2007 komentowała zawody sportowe dla niemieckiej stacji ZDF. Była też członkinią Deutscher Olympischer Sportbund.

## Osiągnięcia

### Igrzyska olimpijskie
| Rok  | Miejscowość | Konkurencje | Konkurencje | Konkurencje | Konkurencje | Konkurencje | Konkurencje | Konkurencje |
| Rok  | Miejscowość | IN          | SP          | PU          | MS          | RL          | MR          | SR          |
| ---- | ----------- | ----------- | ----------- | ----------- | ----------- | ----------- | ----------- | ----------- |
| 1992 | Albertville | 13.         | 6.          | nd.         | nd.         | 2.          | nd.         | –           |
| 1994 | Lillehammer | 15.         | 5.          | nd.         | nd.         | 2.          | nd.         | –           |
| 1998 | Nagano      | 27.         | 16.         | nd.         | nd.         | 1.          | nd.         | –           |

### Mistrzostwa świata
| Rok  | Miejscowość            | Konkurencje | Konkurencje | Konkurencje | Konkurencje | Konkurencje | Konkurencje | Konkurencje |
| Rok  | Miejscowość            | IN          | SP          | PU          | MS          | RL          | MR          | SR          |
| ---- | ---------------------- | ----------- | ----------- | ----------- | ----------- | ----------- | ----------- | ----------- |
| 1987 | Lahti                  | 25.         | 19.         | nd.         | nd.         | –           | nd.         | –           |
| 1988 | Chamonix               | 10.         | 1.          | nd.         | nd.         | 5.          | nd.         | –           |
| 1989 | Feistritz              | 1.          | 15.         | nd.         | nd.         | 4.          | nd.         | –           |
| 1990 | Mińsk/Oslo/Kontiolahti | 3.          | 33.         | nd.         | nd.         | 8.          | nd.         | –           |
| 1991 | Lahti                  | 1.          | 10.         | nd.         | nd.         | –           | nd.         | –           |
| 1992 | Nowosybirsk            | nd.         | nd.         | nd.         | nd.         | nd.         | nd.         | –           |
| 1993 | Borowec                | 1.          | 6.          | nd.         | nd.         | 4.          | nd.         | –           |
| 1994 | Canmore                | nd.         | nd.         | nd.         | nd.         | nd.         | nd.         | –           |
| 1995 | Anterselva             | 16.         | 23.         | nd.         | nd.         | 1.          | nd.         | –           |
| 1996 | Ruhpolding             | 19.         | 11.         | nd.         | nd.         | 1.          | nd.         | –           |
| 1997 | Osrblie                | 12.         | 9.          | 9.          | nd.         | 1.          | nd.         | –           |
| 1998 | Pokljuka               | nd.         | nd.         | 5.          | nd.         | nd.         | nd.         | –           |

### Puchar Świata

#### Miejsca w klasyfikacji końcowej
| Sezon     | Miejsce |
| --------- | ------- |
| 1986/1987 | 11.     |
| 1987/1988 | 4.      |
| 1988/1989 | 13.     |
| 1989/1990 | 11.     |
| 1990/1991 | 6.      |
| 1991/1992 | 3.      |
| 1992/1993 | 5.      |
| 1993/1994 | 10.     |
| 1994/1995 | 10.     |
| 1995/1996 | 3.      |
| 1996/1997 | 4.      |
| 1997/1998 | 7.      |

#### Miejsca na podium chronologicznie
| Lp. | Dzień        | Rok  | Miejscowość | Konkurencja                | Lokata | Pudła   | Czas biegu | Strata  | Zwycięzca            |
| --- | ------------ | ---- | ----------- | -------------------------- | ------ | ------- | ---------- | ------- | -------------------- |
| 1.  | 28 stycznia  | 1988 | Ruhpolding  | Bieg indywidualny na 15 km | 2.     | 1+0+2   | 40:21,8    | +3,1    | Iwa Karagiozowa      |
| 2.  | 30 stycznia  | 1988 | Ruhpolding  | Sprint na 7,5 km           | 2.     | 1+1     | 19:36,8    | +29,3   | Cwetana Krystewa     |
| 3.  | 18 lutego    | 1988 | Chamonix    | Sprint na 7,5 km           | 1.     | 0+0     | 19:33,0    | –       | –                    |
| 4.  | 15 grudnia   | 1988 | Les Saisies | Bieg indywidualny na 15 km | 3.     | 0+0+1+0 | 59:24,2    | +1:25,9 | Marija Manołowa      |
| 5.  | 7 lutego     | 1989 | Feistritz   | Bieg indywidualny na 15 km | 1.     | 0+0+1+1 | 1:06:11,2  | –       | –                    |
| 6.  | 20 lutego    | 1990 | Mińsk       | Bieg indywidualny na 15 km | 3.     | 0+0+1+1 | 51:53,4    | +2:01,2 | Swietłana Pieczorska |
| 7.  | 24 stycznia  | 1991 | Anterselva  | Bieg indywidualny na 15 km | 2.     | 0+0+1+0 | 51:58,6    | +9,9    | Swietłana Pieczorska |
| 8.  | 24 lutego    | 1991 | Lahti       | Bieg indywidualny na 15 km | 1.     | 0+0+0+0 | 55:14,9    | –       | –                    |
| 9.  | 19 grudnia   | 1991 | Hochfilzen  | Bieg indywidualny na 15 km | 2.     | 0+0+2+1 | 58:56,9    | +1:09,3 | Anne Elvebakk        |
| 10. | 18 stycznia  | 1992 | Ruhpolding  | Sprint na 7,5 km           | 3.     | 0+0     | 25:10,4    | +9,6    | Anfisa Riezcowa      |
| 11. | 12 marca     | 1992 | Fagernes    | Sprint na 7,5 km           | 3.     | 0+0     | 27:20,0    | +32,0   | Anfisa Riezcowa      |
| 12. | 21 marca     | 1992 | Nowosybirsk | Sprint na 7,5 km           | 3.     | 0+1     | 23:41,2    | +31,4   | Anfisa Riezcowa      |
| 13. | 19 grudnia   | 1992 | Pokljuka    | Sprint na 7,5 km           | 1.     | 0+0     | 29:00,3    | –       | –                    |
| 14. | 11 lutego    | 1993 | Borowec     | Bieg indywidualny na 15 km | 1.     | 0+0+0+1 | 50:32,9    | –       | –                    |
| 15. | 14 grudnia   | 1994 | Bad Gastein | Bieg indywidualny na 15 km | 3.     | 1+0+0+0 | 1:04:35,9  | –       | –                    |
| 16. | 14 grudnia   | 1995 | Oslo        | Bieg indywidualny na 15 km | 2.     | 0+1+0+1 | 49:24,8    | +20,2   | Magdalena Forsberg   |
| 17. | 16 grudnia   | 1995 | Oslo        | Sprint na 7,5 km           | 2.     | 0+0     | 20:09,6    | +21,2   | Uschi Disl           |
| 18. | 11 stycznia  | 1996 | Anterselva  | Bieg indywidualny na 15 km | 3.     | 0+0+1+0 | 48:18,2    | +20,8   | Uschi Disl           |
| 19. | 9 marca      | 1996 | Pokljuka    | Sprint na 7,5 km           | 1.     | 0+0     | 24:51,7    | –       | –                    |
| 20. | 30 listopada | 1996 | Lillehammer | Sprint na 7,5 km           | 1.     | 1+0     | 24:31,0    | –       | –                    |
| 21. | 11 stycznia  | 1997 | Ruhpolding  | Sprint na 7,5 km           | 1.     | 0+1     | 23:08,1    | –       | –                    |
| 22. | 15 marca     | 1997 | Nowosybirsk | Sprint na 7,5 km           | 1.     | 0+0     | 26:30,3    | –       | –                    |
| 23. | 8 stycznia   | 1998 | Ruhpolding  | Sprint na 7,5 km           | 2.     | 0+1     | 23:23,0    | +6,5    | Magdalena Forsberg   |
| 24. | 10 stycznia  | 1998 | Ruhpolding  | Sprint na 7,5 km           | 1.     | 0+0     | 23:39,9    | –       | –                    |